# 霊山墓地
霊山墓地（りょうぜんぼち）は、京都市東山区清閑寺霊山町にある京都霊山護国神社が管理する墓地。正式名は、旧霊山官修墳墓という。1043名の幕末維新の志士達が祀られている。坂本龍馬の墓があることで有名で、誕生日である毎年11月15日に龍馬祭が行われ、この時墓前祭が執り行われ、多くの龍馬ファンが参拝する。

## 主な墓碑
- 土佐藩 - 坂本龍馬、中岡慎太郎、吉村寅太郎、望月亀弥太、那須信吾、池内蔵太
- 長州藩 - 桂小五郎 (木戸孝允)・幾松夫妻、高杉晋作、久坂玄瑞、大村益次郎、入江九一、寺島忠三郎、来島又兵衛、有吉熊次郎。
- 小浜藩 - 梅田雲浜
- 肥後藩 - 河上彦斎、宮部鼎蔵、横井小楠
- 水戸藩 - 江幡広光、林忠五郎、住谷寅之介
- 十津川郷士
- 福岡藩 - 平野国臣
- その他 ‐ 山田藤吉